# Jakov Mott
Jakov "Jakica" Mott (Tuzla, 31. srpnja 1934. - 25. srpnja 2015.), bh. košarkaš, športski i kulturni djelatnik i humanist iz Tuzle

## Životopis
Rodom iz ugledne obitelji Mott, koja je u Tuzli dala prvog dimnjačara, osnivače vatrogasnog društva, revolucionare, športaše i glazbenike. Rodio se 1934. u Tuzli, gdje se školovao. U Zagrebu je završio Tehnološki fakultet. Zaposlio se u Špiri, Rudniku mrkog ugljena “Banovići” i Službi za inspekcije općine Tuzla. U mirovinu otišao 1994. godine.
Član prvih naraštaja košarkaša Slobode iz Tuzle (Muamer Avdić, Pero Pilić, Aleksandar Kostić, Šefko Salispahić, Obrad Trifković, Ranko Strahinjić, Milan Mandić, Dušan Marković i Dragan Gavrilović) koja je 1951. izborila završnicu prvenstva Jugoslavije i na završnom turniru bila treća.
Uvijek je isticao da je podrijetlom Talijan. Do smrti je sve učio o važnosti obiteljskih korijena i čuvanju obiteljskih sveza. Aktivan na društvenom polju. Među osnivačima udruženja Talijana Rino Zandonai u Tuzli 1993. godine. Bio je višegodišnji predsjednik Upravnog odbora udruženja i aktivist.  
Umro je 25. srpnja 2015., a pogreb je bio 27. srpnja.

## Nagrade i priznanja
- Razna priznanja iz područja športa i društvenog rada.[2]
- Zahvalnica Grada Tuzle za doprinos razvitka Tuzle 2010.[2]

## Vanjske poveznice
- (boš.) Udruženje građana italijanskog porijekla Rino Zandonai Tuzla - Klub Trentina  Arhivirana inačica izvorne stranice od 6. kolovoza 2017. (Wayback Machine) Jakov Mott ispred kuće na Talijanuši gdje je bilo prvo sjedište Udruženja Talijana